# Престолонаследие на Руси

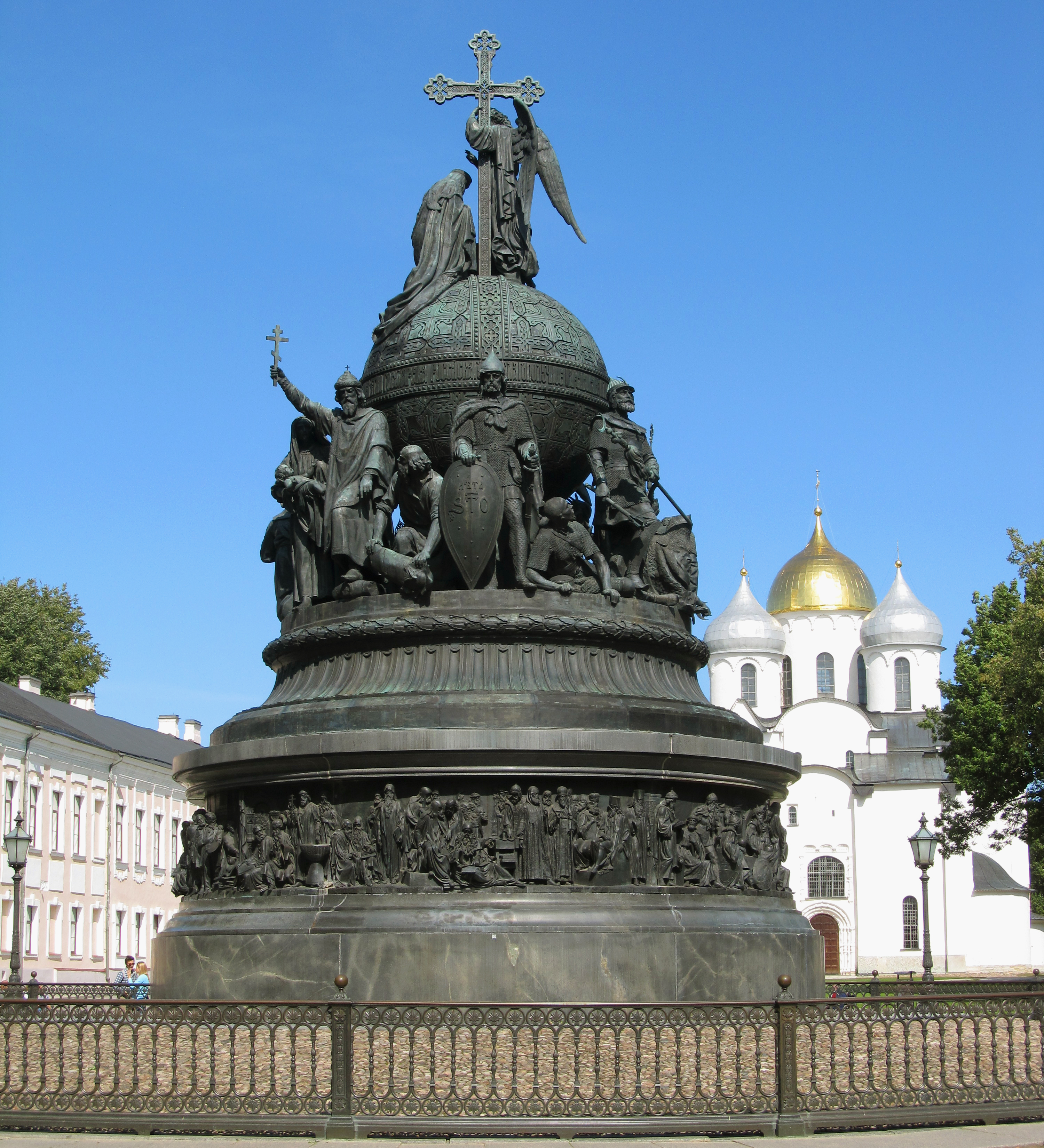
Памятник Тысячелетию Государства Российского, воздвигнутый в Великом Новгороде в 1862 году в честь тысячелетнего юбилея призвания варягов на Русь.

Престолонаследие на Руси — порядок передачи власти в Киевской Руси и русских княжествах XII—XV веков.

## Ранний период
Династия Рюриковичей впервые разветвилась в потомстве Святослава Игоревича, и усобица закончилась объединением земель под властью одного из его сыновей и гибелью двух других. Ситуация повторилась после смерти Владимира Святославича (1015). Несколько его сыновей не пережили отца, трое были убиты и один умер во время междоусобицы, двое поделили Русскую землю по Днепру, а один был посажен в поруб на 23 года.

Во всяком случае, о каком-либо старейшинстве или о правах первородства в дошедших до нас известиях нет и речи…перед молодым государством остаются только две возможности: восстановление единства и целости владений путём борьбы и уничтожения родичей или распад, дробление на ряд независимых друг от друга волостей-княжений.

В этот период выделиться в самостоятельное княжество удалось только Полоцку, который после смерти Изяслава (1001) наследовал его сын Брячислав при жизни Владимира и других его сыновей. Обширное Черниговское княжество Мстислава Храброго было присоединено обратно к киевским владениям после смерти Мстислава в 1036 году без наследников (его сын умер раньше, в 1032), что летописец прокомментировал как «Ярослав стал самовластцем в Русской земле».

## Триумвират Ярославичей

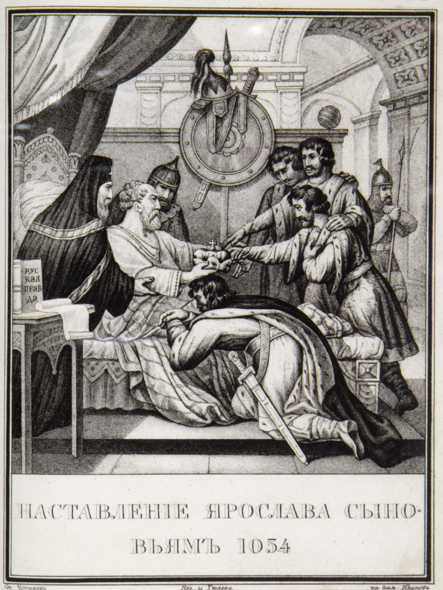
Наставление Ярослава сыновьям. Литография Бориса Чорикова, XIX век

Раздел Руси Ярославом Мудрым в 1054 году подразумевал признание младшими сыновьями старшего в отца место, то есть, в отличие от прошлого периода, признавалось право одновременного владения Киевом старшим князем и другими столами — младшими князьями, при сохранении единства государства. Впервые мирным путём стали отдельными княжескими центрами другие крупнейшие, кроме Киева, города среднего Поднепровья: Чернигов и Переяславль. При этом каждый из трёх старших Ярославичей владел и частью периферии: киевский князь — юго-западными, черниговский — юго-восточными, а переяславский — северо-восточными землями, причём только в третьем случае контролируемые владения не имели общих границ с основными. Полоцк в завещании Ярослава Мудрого не упоминался.
Триумвират в целом постоянно расширял сферу своего влияния. Со смертью Вячеслава Ярославича в Смоленске (1056) туда с Волыни был выведен Игорь Ярославич, на Волынь из Ростова переведён Ростислав Владимирович, который не стал мириться с зависимым положением и захватил Тмутаракань у Святослава Ярославича (1065), но был отравлен греками. После смерти Игоря доходы от смоленской волости были поделены между тремя старшими Ярославичами. Ненадолго (1067—1071) удалось даже восстановить киевскую власть в Полоцком княжестве, где в предыдущий период закрепились потомки Изяслава Владимировича. Они были присоединены к владениям киевского князя, однако за этим последовал раскол в триумвирате (1073).

Мы видим такую же борьбу за соединение всех волостей в руках киевского правительства, какую наблюдали и в X в., и в первой половине XI в., с той только разницей, что роль „собирателя“ земель играет не один князь, а союз трёх Ярославичей, и перевес силы на их стороне столь значителен, что возможны иные, менее напряжённые методы борьбы..

После временного изгнания Изяслава (1073—1076) фактическими соправителями остались Святослав и Всеволод, при этом Святослав занял Киев, а Всеволод переместился в Чернигов, оставив за собой Переяславль. Аналогичное положение сохранилось после смерти Святослава, возвращения Изяслава из Польши и до его гибели (1078). 
Всеволод остался единственным верховным правителем Руси и соединил под своей властью Киев, Чернигов и Переяславль, но вынужден был смириться с тем, что весь юго-запад страны остался под властью Ярополка Изяславича, со смертью отца ставшего самостоятельным князем. После его гибели (1086) и обособления Перемышля и Теребовля под властью изгоев, сыновей Ростислава Владимировича, Волынь была отдана сыну Игоря Ярославича Давыду, а Туров остался за Святополком Изяславичем.
Со второй половины XI века на Руси начинает применяться лествичное право: князья занимали столы поочерёдно (младший брат после старшего, сын старшего брата после младшего дяди и т.д.), за исключением потомков тех, кто не занимал данный стол. Такие князья считались изгоями. Зачастую именно исключение таких князей из круга претендентов на старший престол приводило к обособлению их владений.

## Любечский съезд

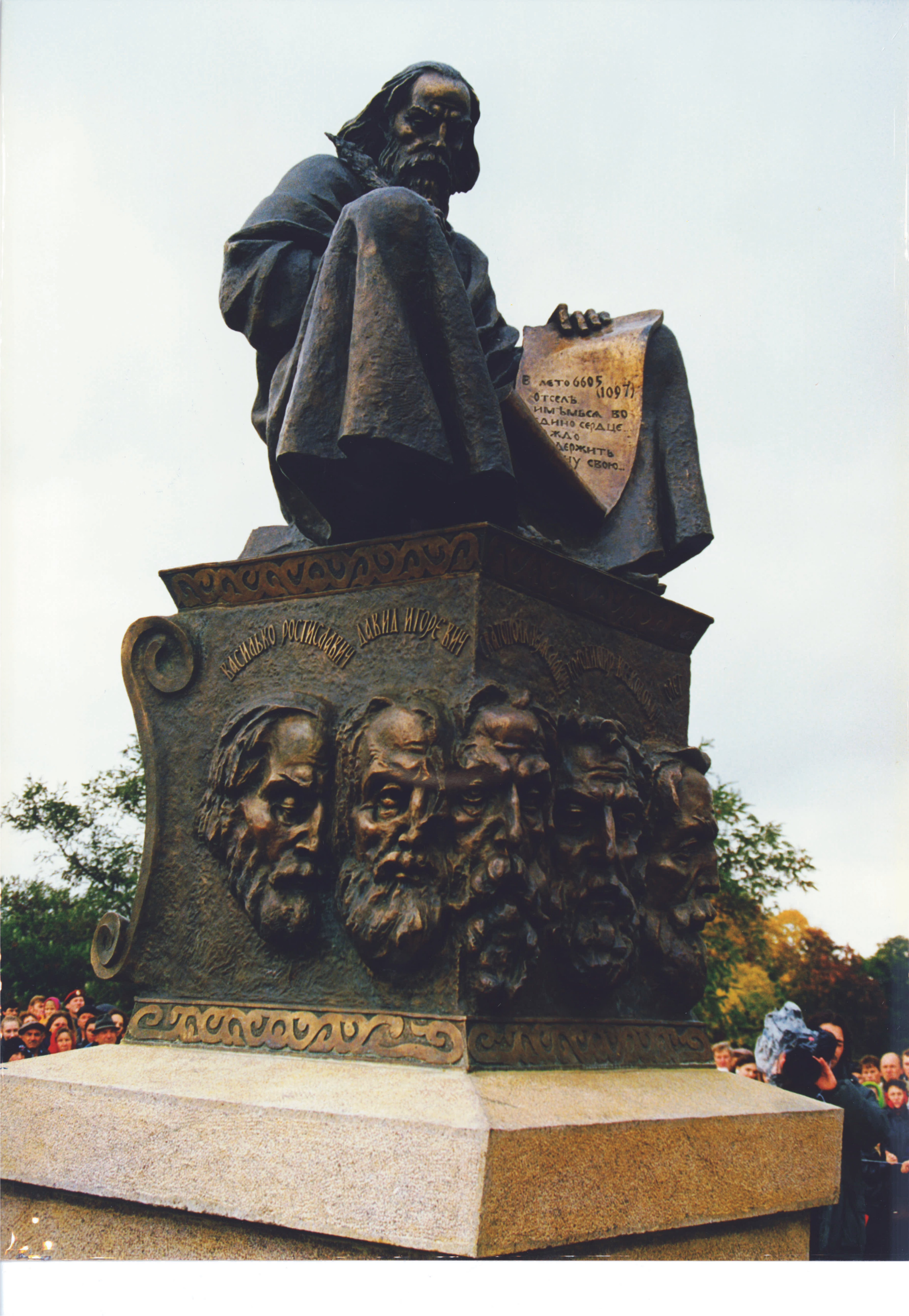
Памятник Любечскому съезду князей. Скульптор Геннадий Ершов

Со смертью Всеволода Ярославича (1093) новый киевский князь оказался в ситуации, когда его собственные силы были очень скромными, их выставляли только собственно Киев и Туров. Владимиру Мономаху, державшему Чернигов в годы киевского правления отца, пришлось отдать его Святославичам, что было признано на Любечском съезде.
Любечский съезд ограничил перемещения князей пределами владений их отцов, при этом Святославичи, получившие по решениям съезда обширное Черниговское княжество, были исключены из наследников Киева, согласно версии, изложенной в БРЭ. Несмотря на то, что Святослав Ярославич княжил в Киеве (1073—1076), это происходило при жизни старшего Ярославича, Изяслава. Фактически Святославичи не получили киевское княжение по смерти Святополка Изяславича (1113), но его по смерти Владимира Мономаха (1125) не получили и дети Святополка, хотя права княжить в Киеве не лишались. 
Практически сразу после съезда вспыхнула война на западе Руси, в ходе которой Волынь была возвращена в киевскую вотчину (за исключением Перемышля и Теребовля, обособившихся в потомстве самого старшего Ярославича, Владимира). Виновником войны был представлен Давыд Игоревич, но фактически война способствовала увеличению владений Святополка. Претендуя на Волынь и даже Перемышль с Теребовлем, как на волость отца своего и брата, Святополк не остановился перед тем, чтобы ликвидировать своего племянника, Ярослава Ярополчича. Придя к власти, Владимир Мономах предпринял ровно то же: посадил на Волыни сына, ликвидировав Ярослава Святополчича.
На протяжении последующих десятилетий  границы княжеств практически не подвергались изменениям. Вся борьба шла вокруг занятия столов представителями одной княжеской ветви (в чём наиболее преуспели смоленские Ростиславичи в 1210-20-е годы), что не приводило к долгосрочным, за пределами срока жизни одного поколения, последствиям. Либо несколько столов пытался занять один князь лично (в чём наиболее преуспел Михаил Черниговский в 1230-е годы), но также без перераспределения территории между ними, и эти княжества терялись так же быстро, как и приобретались. Либо производилась массированная, силами  нескольких княжеств, атака на одно княжество с целью склонить его главу к присяге. Получение таковой знаменовало победу, хотя обычно не сопровождалось перераспределением территорий, и как правило было очень недолговечным.

## Особенности престолонаследия в потомстве Мономаха
После смерти Владимира Мономаха (1125) его наследнику Мстиславу Великому непосредственно достались лишь окрестности Киева. Эти владения удалось увеличить присоединением Смоленска (Вячеслав Владимирович перешёл в Туров после смерти Святополчичей, 1127), Курска (в обмен на невмешательство в черниговскую усобицу, 1127) и захватом Полоцка (1129). Но преемник Мстислава Ярополк Владимирович, уйдя в Киев (1132), передал младшим родственникам и Переяславль. В рамках всей Руси начали формироваться две коалиции князей, не имевшие строгой территориальной привязки, имевшие в каждом регионе Руси как сторонников, так и противников, и выставлявшие собственных кандидатов на киевский престол.
В 1132 году обнаружился план старших Мономаховичей оставить Киев во владении самой старшей линии (Мстиславичей), что натолкнулось на резкое противодействие младших Мономаховичей. При этом последние имели аналогичную договорённость о способствовании оставлению Волыни и Ростова детям занимавших их соответственно Андрея и Юрия Владимировичей. Андрей Владимирович Добрый умер раньше Юрия Долгорукого, и последнему не удалось привести к власти на Волыни Владимира Андреевича; там осели потомки Изяслава Мстиславича, которым не удалось превратить Киев в своё наследственное владение. Ростов же и Суздаль остались во владении Юрьевичей.
Для того, чтобы стать полновластным правителем, князья могли не реагировать на первое приглашение на княжение, как это делали Владимир Мономах во время восстания 1113 года, опасавшийся оказаться в зависимости от призвавших его бояр, и Ростислав Мстиславич в 1159 году, опасавшийся стать второстепенным соправителем своего активного племянника (в такой ситуации оказывался в 1146—1154 годах Вячеслав Владимирович).

## Особенности престолонаследия в русских княжествах

### Киевское княжество
В 1157—1161 Киевская земля лишилась Переяславской и Туровской волостей, но и на оставшиеся в непосредственном подчинении Киева земли продолжали претендовать сразу несколько ветвей Рюриковичей, поэтому Киевское княжество не закрепилось во владении определённой ветви. Как правило, оппоненты киевского князя из другой ветви требовали для себя владения всей киевской землёй, за исключением столицы, а киевский князь стремился контролировать киевскую землю лично или через князей своей ветви. Второй сценарий порождал множество конфликтов (в частности, разгром Киева в 1169 году), а реализация первого сценария ставила киевского князя в ситуацию, описанную историком Пресняковым А. Е. следующим образом:

Святослава Всеволодовича…видим в течение 13 лет на киевском столе в почётной роли патриарха, каким его рисует «Слово о полку Игореве», бессильного, зависимого от «брата и сына», как ему Всеволод позволяет себя называть, отдавшего всю землю Киевскую в руки Ростиславичей, живущего по-прежнему черниговскими интересами.

Примечательно, что овручские князья (из смоленских Ростиславичей) как правило превосходили смоленских старшинством, но в Смоленск не переходили даже тогда, когда не занимали киевское княжение.
Всеволодовичи черниговские (и сами киевляне) признавали преимущественное право на киевский престол только за самой старшей линией Мстиславичей (исключая Ярослава Изяславича, Ингваря Ярославича), что является элементом примогенитуры. Показательной является позиция Ольговичей в конце 1160-х-начале 1170-х, когда они были в воле Мстислава (Изяславича), но затем не признавали старшинство Ярослава Изяславича (как и признававших его старшинство Ростиславичей).

### Черниговское княжество
Первоначально черниговский стол был главным в вотчине потомков Святослава Ярославича, затем в вотчине потомков Олега Святославича. В середине XII века дважды при переходе черниговского князя на киевское княжение он передавал Чернигов главе следующей по старшинству линии, но при этом удерживал основную часть чернигово-северских земель (Брянск, Карачев, Козельск, Вщиж) через своих союзников так, что в распоряжении черниговского князя оказывались только семь городов пустых, где жили псари да половцы. Возможно, так же делал Всеволод Чермный в начале XIII века (подробнее см. Рюрик Ольгович).
В 1164 году по смерти Святослава Ольговича его сын Олег уступил Чернигов своему старшему двоюродному брату Святославу Всеволодовичу лично (без последующей уступки Ярославу Всеволодовичу). Причём Олег, получив вместе с братьями все северские волости, не перестал претендовать на собственно черниговские (1167, 1174), получил 4 города (в т.ч. Трубчевск), но Стародуб и Вщиж оказались в руках Всеволодовичей.
Академик Пресняков А. Е. подметил следующую особенность занятия черниговского и новгород-северского столов: «Можно предположить...что лучший стол после черниговского доставался тому, кто был следующим по старшинству после черниговского князя. Но...Новгород-Северский не стал ступенью к Чернигову, хотя иногда служил для удовлетворения старейшего во второй линии». До 1160-х годов под «линиями» подразумеваются Давыдовичи и Ольговичи, а с 1160-х — Всеволодовичи и Святославичи. Если у черниговского князя были младшие братья в его линии, то они имели преимущественные права на Чернигов после его смерти (в полном соответствии с лествичным правом), но не на Новгород-Северский при его жизни: его занимал старший представитель другой линии.
С 1198 года, когда пресеклась первая галицкая династия, сыновья Игоря Святославича (внуки Ярослава Осмомысла галицкого по матери) стали претендовать на Галич и Волынь и после гибели Романа Галицкого смогли там утвердиться (1206). При этом большинство историков придерживается мнения, что в Новгороде-Северском с этого времени стали княжить представители старшей ветви, возможно, в порядке компенсации за помощь Игоревичам либо, также возможно, в связи с женитьбой представителя старшей ветви Давыда Ольговича в 1190 году на дочери Игоря Святославича. Последними новгород-северскими князьями считаются сыновья и внуки Давыда Ольговича. В 1226 году после полувекового перерыва в Чернигово-Северском княжестве произошла междоусобица, традиционно считающаяся очередным случаем борьбы между дядей (Олегом Курским) и племянником (Михаилом Всеволодовичем). Хотя племянник считается черниговским князем уже к началу усобицы и для победы ему понадобилась помощь суздальских родственников. Горский А. А. предположил, что Михаил не был черниговским князем к началу усобицы, а Войтович Л. В. — что предметом борьбы был не Чернигов, а Новгород-Северский. В середине XIII века Новгород-Северский и Трубчевск вместе с Черниговом, Сновском, Стародубом и Вщижом вошли в Брянское княжество, управляемое также старшей линией. Обособленное существование продолжили Посемье на юге и верховские княжества на востоке.
На основании своего анализа престолонаследия Ольговичей Зотов Р. В. и Келембет С. Н., оба признающие черниговское княжение Всеволода Ярополковича после 1246 года и оба не считающие Святослава трубчевского родным младшим братом Михаила Всеволодовича (в отличие от Безроднова В. С. или Шекова А. В.),  делают выводы о том, что у Ольговичей не применялся институт изгойства. При этом Келембет, буквально принимая текст Введенского синодика, считает великими князьями черниговскими также Святослава трубчевского и Всеволода-Семёна, чьи отцы не княжили в Чернигове.

### Галицко-Волынское княжество
При объединении Перемышльского и Теребовльского княжеств в единое Галицкое княжество (1140) все крупнейшие столы сконцентрировал в своих руках Владимир Володаревич. Вопреки лествичному праву Иван Ростиславич Берладник не перешёл в Перемышль, а после мятежа был лишён и Звенигорода. После смерти Владимира Володаревича (1153) галицкий престол занять не смог, несмотря на поддержку двух киевских князей и на своё первоочередное право в сравнении с сыном Владимира Ярославом (Осмомыслом). Поддержка Ивана в конечном счёте стоила Изяславу Давыдовичу киевскому жизни (1161).
Если новгородскому боярству удалось в 1136 году установить систему приглашения и смещения князей и в течение веков поддерживать её, в том числе с помощью искусной дипломатической игры и столкновений противоборствующих внешних сил за пределами своей земли, то приход князей в Галич (после смерти Ярослава Осмомысла, 1187) почти всегда носил характер захвата, а предшествующие их уходу действия бояр носили характер мятежа, поддержанного другой внешней силой. Пришлые князья, среди которых были не только волынские, смоленские и черниговские Рюриковичи, но и венгерские Арпады, даже занимая галицкий престол, как правило продолжали отстаивать интересы своих коренных владений, что приводило к конфликтам с галицким боярством и попыткам его подавления (с переменным успехом). При этом Галицкая земля, по оценке Преснякова А.Е., была местом, где вече играло наименее заметную роль и ранее всего исчезло. Галицкое боярство, в отличие от новгородского, проживало в замках в сельской местности и было тесно связано с земледелием.
После объединения Галицкого и Волынского княжеств (1199) известны следующие особенности престолонаследия в регионе: 1) оставление владений по завещанию (Луцк, 1227; Владимир-Волынский, 1288); 2) ликвидация крупных княжеств (Луцкое 1227, Белзское 1232, Волынское после 1292); 3) дача князьям кормлений вместо уделов (Ярослав Ингваревич, 1227; Михаил Всеволодович, 1239). Примечательно, что Луцк в 1227 году был включён в состав Волынского княжества, которым управлял Василько Романович, но в 1239 году Луцк был передан в кормление Михаилу Всеволодовичу галицким князем, Даниилом Романовичем.
После установления (1245—1258) монголо-татарского ига в Галицко-Волынском княжестве сохранилась собственная система престолонаследия, включавшая передачу престола старшему сыну. Волынское княжество несколько десятилетий носило статус великого до своего присоединения к Галицкому (1292).

### Владимиро-Суздальское княжество

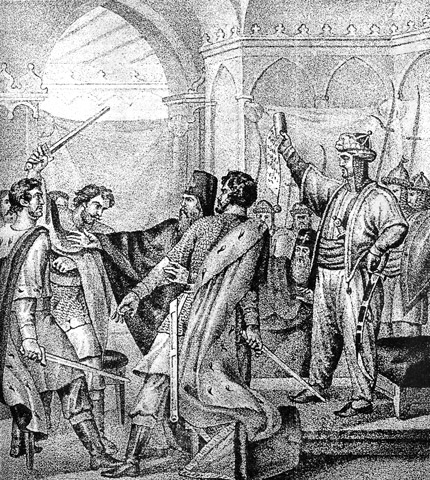
Репродукция картины Бориса Чорикова: «Распря русских князей в Золотой Орде за ярлык на великое княжение».

По замыслу Юрия Долгорукого Ростов и Суздаль должны были после его смерти стать владениями его младших сыновей, старшие же должны были остаться на юге. Однако, реальная обстановка на юге внесла свои коррективы: ещё при жизни Юрия на север вернулся Андрей Боголюбский, и на период до своей гибели (1174) сконцентрировал управление всей Северо-Восточной Русью в своих руках, выгнав родственников в Византию. План передачи престола младшим Юрьевичам был реализован только после войны за наследство Боголюбского, в которой младшие Юрьевичи одержали верх над своими племянниками от старшего брата.
В 1211 году накануне смерти Всеволода Большое Гнездо его старший сын и наследник Константин попросил оставить ему оба старших стола: Владимир и Ростов. При этом младшие братья должны были княжить начиная с третьего стола — Суздаля, далее — в Переяславле-Залесском и т.д. Всеволод собрал съезд представителей различных социальных слоёв, принявший решение передать престол (и Суздаль) второму сыну — Юрию, оставив Константину Ростов. Ситуацией воспользовались смоленские Ростиславичи, преследовавшие цель снизить влияние суздальских князей на Новгород, и направили войска в помощь Константину (Липицкая битва (1216)). Примечательно, что младшие Всеволодовичи не оспаривали прав Константина на Владимир, но сами претендовали на другие основные города, включая и Ростов. Примечательно также, что и смоленские Ростиславичи не понимали требований Константина: даже к конечном ультиматуме младшим Всеволодовичам они требуют для Константина только Владимир.
Победа Константина принесла ему Владимир в дополнение к Ростову, но уже в 1217 году Константин замирился с Юрием: Юрий наследовал Владимир по смерти Константина, а потомки Константина не претендовали на владимирский престол и служили владимирскому князю, при этом сохранив за собой его обширные владения (Ростов, Ярославль, Углич, Белоозеро, Устюг). Историки связывают такой ход Константина с опасением за судьбу своих детей (старшему Васильку в 1217 году исполнилось всего 9 лет), которые не смогли бы успешно конкурировать с Юрием и Ярославом за владимирское княжение. Только однажды (1229) Константиновичи вместе с Ярославом Всеволодовичем заподозрили Юрия в союзе с Михаилом черниговским, в то время боровшимся против Ярослава за новгородское княжение, но недоразумение уладилось: Константиновичи признали Юрия отцом себе и господином.
В период монголо-татарского ига (до перехода великого княжения во владение московских князей) решающее значение имел ханский ярлык. Выморочные владения как правило отходили к великому княжению. Иван Калита, князь московский и великий князь владимирский (1328—1340), известен покупкой земель у других князей, но эти земли были переданы по наследству только его внуком Дмитрием Донским (1389), после того, как ханы признали владимирский престол наследственным владением московских князей.

### Тверское княжество
На основании завещания Михаила Александровича Тверского (1399) часть исследователей делает вывод о том, что в Тверском великом княжестве произошёл переход от старого порядка наследования к новому. Михаил завещал великое княжение не только сыну Ивану (1399—1425), но и его детям Александру и Ивану.

### Московское княжество
В Московском княжестве борьба за власть долгое время не возникала по объективным причинам. У Юрия Даниловича не было мужского потомства, от чумы умерли Семён Гордый с двумя сыновьями, Андрей Иванович и Иван Иванович Малый.
Во второй половине 1380-х годов Дмитрию Донскому удалось получить от своего двоюродного брата Владимира Андреевича признание старейшинства для своего сына Василия.
После его смерти произошла масштабная борьба за власть между его сыном и младшим братом, между семейным и родовым порядком наследования. Причём в споре в Орде представители Василия апеллировали к ярлыку хана Василию Дмитриевичу и Василию Васильевичу, а Юрий Дмитриевич — к своему традиционному лествичному праву наследовать престол и завещанию Дмитрия Донского. Василию удалось утвердиться на московском престоле после смерти Юрия в Москве, но не окончательно: впоследствии Дмитрий Шемяка успешно оспаривал престол у Василия вопреки даже лествичному праву.
Ещё при жизни Ивана III был венчан на царство его внук от старшего сына Дмитрий. В случае обретения им власти имел бы место прецедент примогенитуры, однако в итоге Ивану III наследовал его младший сын Василий III. Несмотря на фактическое наследование московского престола от отца к сыну, представители боковых линий (включая изгоев) рассматривались как реальные претенденты на престол и подвергались репрессиям: за 80-летний период (1493-1570) шестеро умерли в заточении и один был убит во время опричнины.

### Наследование по женской линии
Киевский летописец сообщает, что Святослав Всеволодович сел на стол деда своего и отца своего (1173), при том, что его дед по мужской линии (Олег Святославич) в Киеве не княжил, и может подразумеваться только дед по матери, Мстислав Великий.
Смоленские Ростиславичи смогли в конце XII—начале XIII века успешно претендовать на Витебск и Полоцк, поскольку Всеслав Василькович витебский был женат на дочери Ростислава Мстиславича смоленского, а Василько Брячиславич — на дочери Давыда Ростиславича смоленского. В конце XIII века смоленские Ростиславичи овладели ярославским и брянским престолами: Фёдор Ростиславич Чёрный был женат на дочери Василия Всеволодовича ярославского, а Глеб Ростиславич или его сын Александр, возможно, был женат на дочери Романа или Олега брянского.
В Галицкой земле наиболее часто встречалась ситуация, когда на престол претендовал князь, связанный с прежними галицкими князьями по женской линии:
- Игоревичи, возможно, были внуками Ярослава Осмомысла;
- Роман Мстиславич выдал дочь замуж за внука Ярослава Осмомысла, Василька.
- Мстислав Мстиславич Удатный, возможно, был внуком Ярослава Осмомысла;
- Сын Мстислава Удатного Изяслав был братом жены Даниила Романовича галицкого
- Михаил Всеволодович черниговский был женат на дочери Романа Мстиславича галицкого;
- Любарт Гедиминович был женат на дочери Андрея Юрьевича волынского;
- Юрий II Болеслав был внуком Юрия Львовича.